# Фріденталь Михайло Борисович
Михайло Борисович (Меєр-Хацк чи Мойсей Борохович) Фріденталь (1868, у інших джерелах 1849, Полтава — 1935, Харків
) — полтавський фотохудожник кінця XIX / початку XX ст., учень та сподвижник Йосипа Хмелевського.

## Біографія

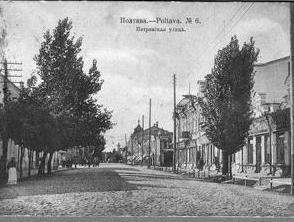
Вулиця Мало-Петровська

Меєр-Хацк Борохович Фріденталь народився у Полтаві біля 1868 року у бідній єврейській родині.
Навчався у гімназії, з 1882 року у фельдшерській школі, в якій подружився з Григорієм Коваленком, але через брак грошей не зміг їх закінчити.
Приблизно з 1885 року працював помічником Йосифа Хмелевського у фотоательє, яке було на той час одним з найкращих у Російській імперії. Ательє працювало у Полтаві на вул. Олександрівській у буд. № 30.
У 1896 році відкрив власне ательє на Мало-Петровській вул., 26, на 2-му поверсі будинку Подземського
На його візитівці та паспарту було зазначено: «Фотографія М. Б. Фриденталя в Полтавѣ. Мало-Петровская улица, домъ Подзѣмскаго».
Приміщення під фотоательє було заплановано ще на початку будівництва будинку Подземського. Це був великий павільйон зі скляним дахом і північної стіною. Зовні повз весь павільйон проходив вузький балкончик, де на спеціальних поличках виставлялися рамки з негативами, накладеними на фотопапір - для друку знімків при денному освітленні. У павільйоні був набір полотен для фону (пейзажі тощо), багато справжніх і бутафорських меблів.
До скляної стіни кріпилися горизонтальні білі і сині завіси, які зсувалися і розсувалися для створення т.зв. «рембрандтівского» освітлення. Такі ж фіранки були і на стелі.
Згідно з довідником Попова, ательє існувало у 1886-1915 роках.
Після 1917-го Фріденталь працював без помічників, а з 1925-го став, як і всі інші фотографи, членом «Полтавського товариства кустарів і ремісників-одинаків, що не експлуатують чужої праці». У 1931 р., коли всі фотоательє стали державними, Фріденталь їде до Харкова, де і помер у 1935 році ...

## Фотографії
Ательє М. Б. Фріденталя спеціалізувалося на виготовленні салонних портретів, водночас, на відміну від інших фотографів Полтави, вагоме місце у діяльності художника займала документальна фотографія. Чимало світлин М. Фріденталь присвятив знаковим подіям які відбувалися в життя Полтавської губернії тих років. Серед таких, зокрема — святкування 200- річчя Полтавської битви й відкриття пам’ятника полковнику О. С. Келіну (1909), гастролі драматичної трупи Д. І. Басманова у Полтавському театрі (1913).
Фотографія, завдяки якій М. Б. Фріденталь нині став чи не найвідомішим фотографом Полтави початку XX століття — встановлення погруддя Іванові Котляревському у Полтаві 1903 року. Він виявився єдиним, хто увічнив у світлині цю подію виняткового національного значення – єднання навколо постаті основоположника української літератури національної культурної еліти.

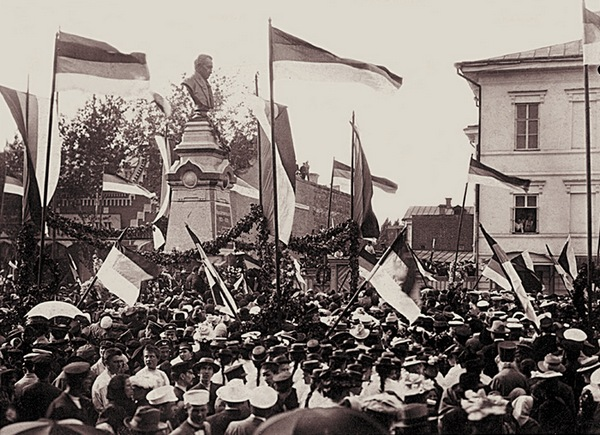
Полтава, 30 серпня (12 вересня) 1903. Урочисте відкриття пам'ятника Івану Котляревському. Фотограф Михайло Фріденталь.

Цій світлині Михайла Фріденталя була присвячена ретроспективна виставка в Полтавському краєзнавчому музеї «Історія однієї фотографії», яка діяла з 30 липня по 10 жовтня 2013 року. Це був міжмузейний виставковий проект: виставка об’єднала рідкісні музейні експонати з фондових колекцій трьох провідних музеїв міста – Полтавського краєзнавчого, Полтавського художнього (Галереї мистецтв) імені Миколи Ярошенка та Полтавського літературно-меморіального музею Івана Котляревського.